# Campionati del mondo allievi di atletica leggera 2015

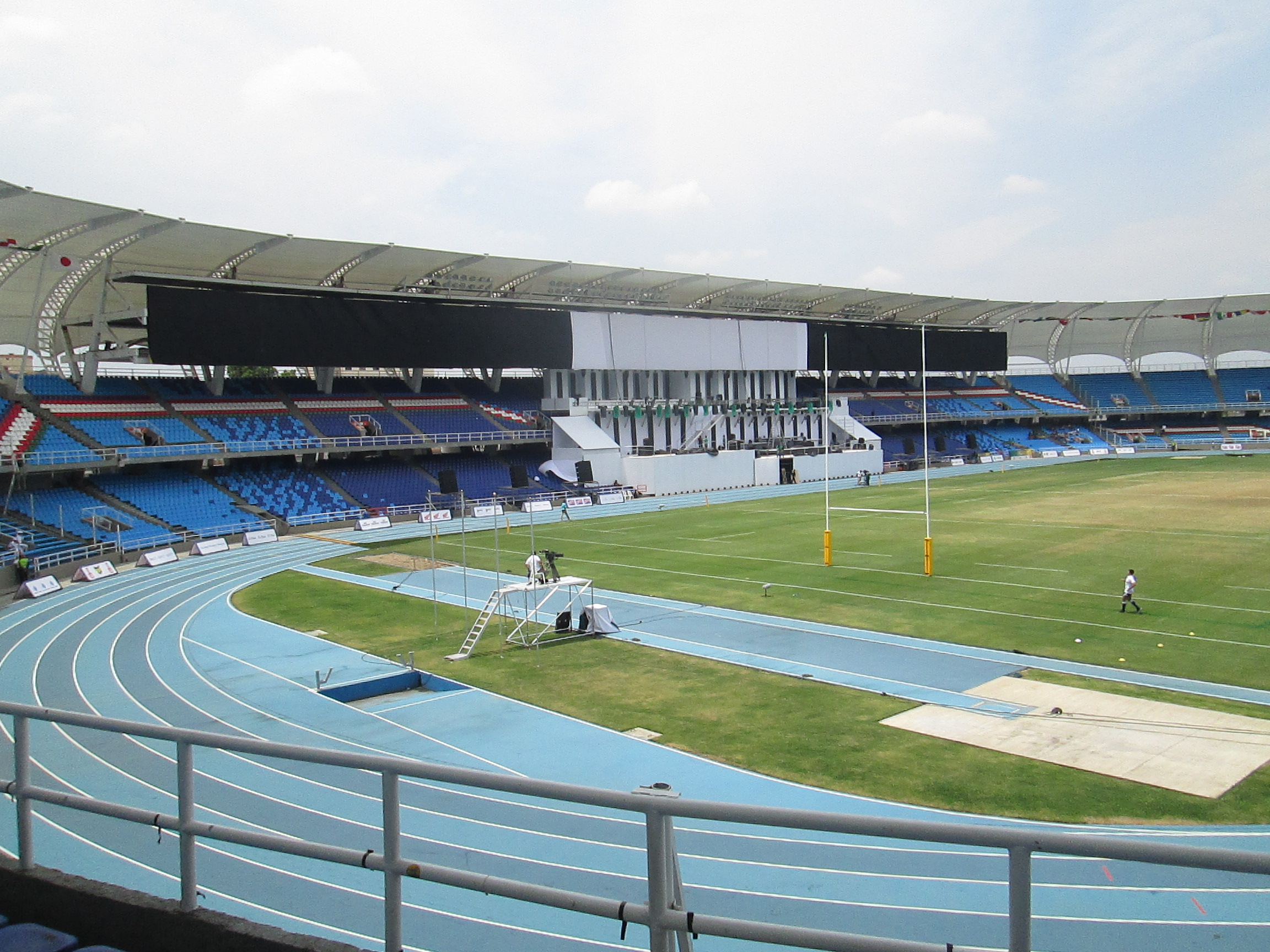
L'Estadio Olímpico Pascual Guerrero, sede dei campionati.

I campionati del mondo allievi di atletica leggera 2015 (formalmente 9th IAAF World Youth Championships) si sono svolti a Cali, in Colombia, dal 15 al 19 luglio 2015.
Le gare della nona edizione della manifestazione sportiva organizzata ogni due anni dalla IAAF e dedicata alla categoria allievi si sono tenute presso l'Estadio Olímpico Pascual Guerrero, mentre come campo d'allenamento è stato utilizzato l'Estadio de Atletismo Pedro Grajales.

## Criteri di partecipazione
La partecipazione era riservata ad atleti di età comprese tra i 16 e i 17 anni al 31 dicembre 2015 – cioè nati negli anni 1998 o 1999 – e che avessero stabilito una prestazione di minimo nella propria specialità, secondo criteri precedentemente fissati dalla Federazione Internazionale e riassunti nella successiva tabella.
| Allievi                          | Allievi                          | Specialità              | Allieve                          | Allieve                          |
| Misurazione elettronica          | Misurazione manuale              | Specialità              | Misurazione elettronica          | Misurazione manuale              |
| -------------------------------- | -------------------------------- | ----------------------- | -------------------------------- | -------------------------------- |
| 10"90                            | 10"7                             | 100 m                   | 12"30                            | 12"1                             |
| 22"25                            | 22"0                             | 200 m                   | 25"35                            | 25"1                             |
| 49"45                            | 49"2                             | 400 m                   | 57"20                            | 57"0                             |
| 1'54"50                          | 1'54"50                          | 800 m                   | 2'14"00                          | 2'14"00                          |
| 3'59"00                          | 3'59"00                          | 1 500 m                 | 4'34"00                          | 4'34"00                          |
| 8'44"00                          | 8'44"00                          | 3 000 m                 | 9'50"00                          | 9'50"00                          |
| —                                | —                                | 100 m ostacoli          | 14"35 (76,2 cm)                  | 14"1 (76,2 cm)                   |
| 14"20 (91,4 cm)                  | 14"0 (91,4 cm)                   | 110 m ostacoli          | —                                | —                                |
| 55"00 (83,8 cm)                  | 54"8 (83,8 cm)                   | 400 m ostacoli          | 1'02"50                          | 1'02"4                           |
| 6'05"00                          | 6'05"00                          | 2 000 m siepi           | 7'14"00                          | 7'14"00                          |
| —                                | —                                | Marcia 5 000 m          | 25'20"00                         | 25'20"00                         |
| 47'30"00                         | 47'30"00                         | Marcia 10 000 m         | —                                | —                                |
| 2,06 m                           | 2,06 m                           | Salto in alto           | 1,77 m                           | 1,77 m                           |
| 4,65 m                           | 4,65 m                           | Salto con l'asta        | 3,80 m                           | 3,80 m                           |
| 7,25 m                           | 7,25 m                           | Salto in lungo          | 6,00 m                           | 6,00 m                           |
| 14,80 m                          | 14,80 m                          | Salto triplo            | 12,50 m                          | 12,50 m                          |
| 18,00 m (5,000 kg)               | 18,00 m (5,000 kg)               | Getto del peso          | 15,00 m (3,000 kg)               | 15,00 m (3,000 kg)               |
| 55,00 m (1,500 kg)               | 55,00 m (1,500 kg)               | Lancio del disco        | 43,00 m (1,000 kg)               | 43,00 m (1,000 kg)               |
| 67,00 m (5,000 kg)               | 67,00 m (5,000 kg)               | Lancio del martello     | 60,00 m (3,000 kg)               | 60,00 m (3,000 kg)               |
| 65,00 m (700 g)                  | 65,00 m (700 g)                  | Lancio del giavellotto  | 48,00 m (500 g)                  | 48,00 m (500 g)                  |
| —                                | —                                | Eptathlon               | 4 900 punti                      | 4 900 punti                      |
| 6 500 punti                      | 6 500 punti                      | Decathlon               | —                                | —                                |
| minimi di partecipazione assenti | minimi di partecipazione assenti | Staffetta mista 4×400 m | minimi di partecipazione assenti | minimi di partecipazione assenti |

## Medagliati

### Uomini
| Specialità | Oro                    | Prestazione | Argento            | Prestazione | Bronzo                    | Prestazione |
| Corse piane |                        |             |                    |             |                           |             |
| 100 m | Abdul Hakim Sani Brown | 10"28       | Derick Silva       | 10"49       | Rechmial Miller           | 10"59       |
| 200 m | Abdul Hakim Sani Brown | 20"34       | Kyle Appel         | 20"57       | Josephus Lyles            | 20"74       |
| 400 m | Christopher Taylor     | 45"27       | Josephus Lyles     | 45"46       | Keshun Reed               | 45"96       |
| 800 m | Willy Kiplimo Tarbei   | 1'45"58     | Kipyegon Bett      | 1'45"86     | Luis Fernando Pires       | 1'48"61     |
| 1.500 m | Kumari Taki            | 3'36"38     | Mulugeta Assefa    | 3'41"10     | Lawi Kosgei               | 3'41"43     |
| 3.000 m | Richard Yator          | 7'54"45     | Davis Kiplangat    | 7'54"52     | Tefera Mosisa             | 7'55"04     |
| 10.000 m marcia | Sergey Shirobokov      | 42'24"41    | Zhang Jun          | 42'33"68    | Federico González         | 42'54"55    |
| Corse a ostacoli |                        |             |                    |             |                           |             |
| 110 hs (91,4 cm) | Mattéo Ngo             | 13"53       | Joseph Daniels     | 13"54       | Isaiah Lucas              | 13"54       |
| 400 hs (84 cm) | Norman Grimes          | 49"11       | Ryusei Fujii       | 50"33       | Masaki Toyoda             | 50"53       |
| 2.000 siepi | Vincent Kipyegon Ruto  | 5'27"58     | Wogene Sebisibe    | 5'29"41     | Geofrey Rotich            | 5'30"16     |
| Salti |                        |             |                    |             |                           |             |
| Salto in alto | Stefano Sottile        | 2,20 m      | Dmytro Nikitin     | 2,18 m      | Darius Carbin             | 2,16 m      |
| Salto con l'asta | Armand Duplantis       | 5,30 m      | Vladyslav Malykhin | 5,30 m      | Emmanouil Karalís         | 5,20 m      |
| Salto in lungo | Maykel Massó           | 8,05 m      | Darcy Roper        | 8,01 m      | Eberson Silva             | 7,76 m      |
| Salto triplo | Cristian Nápoles       | 16,13 m     | Du Mingze          | 16,02 m     | Julio César Carbonell     | 15,70 m     |
| Lanci |                        |             |                    |             |                           |             |
| Getto del peso (5 kg) | Adrian Piperi          | 22,00 m     | Szymon Mazur       | 21,77 m     | Wictor Petersson          | 21,56 m     |
| Lancio del disco (1,5 kg) | Werner Visser          | 64,24 m     | Wang Yuhan         | 60,33 m     | George Evans              | 60,22 m     |
| Lancio del giavellotto (700 g) | Paul Jacobus Botha     | 78,49 m     | Niklas Kaul        | 78,05 m     | Vladislav Palyunin        | 76,77 m     |
| Lancio del martello (5 kg) | Hlib Piskunov          | 84,91 m     | Mykhailo Havryliuk | 78,93 m     | Ned Weatherly             | 77,60 m     |
| Prove multiple |                        |             |                    |             |                           |             |
| Decathlon | Niklas Kaul            | 8002 p.     | Ludovic Besson     | 7678 p.     | Hans-Christian Hausenberg | 7657 p.     |
| record mondiale; record mondiale stagionale; miglior prestazione mondiale allievi; miglior prestazione mondiale stagionale allievi; record africano; record asiatico; record europeo; record nord-centroamericano e caraibico; record sudamericano; record oceaniano; record dei campionati; record nazionale; record personale; record personale stagionale. |                        |             |                    |             |                           |             |

### Donne
| Specialità | Oro                 | Prestazione | Argento                        | Prestazione | Bronzo                | Prestazione   |
| Corse piane |                     |             |                                |             |                       |               |
| 100 m | Candace Hill        | 11"08       | Khalifa St. Fort               | 11"19       | Jayla Kirkland        | 11"41         |
| 200 m | Candace Hill        | 22"43       | Lauren Rain Williams           | 22"90       | Nicola De Bruyn       | 23"38         |
| 400 m | Salwa Eid Naser     | 51"50       | Lynna Irby                     | 51"79       | Catherine Reid        | 52"25         |
| 800 m | Samantha Watson     | 2'03"54     | Gadese Ejara                   | 2'03"67     | Marta Zenoni          | 2'04"15       |
| 1.500 m | Bedatu Hirpa        | 4'12"92     | Dalila Abdulkadir Gosa         | 4'13"35     | Joyline Cherotich     | 4'15"20       |
| 3.000 m | Shuru Bulo          | 9'01"12     | Emily Chebet Kipchumba         | 9'02"92     | Sheila Chelangat      | 9'04"54       |
| 5.000 m marcia | Zhenxia Ma          | 22'41"08    | Olga Eliseeva                  | 22'45"09    | Ayalnesh Dejene       | 22'48"25      |
| Corse a ostacoli |                     |             |                                |             |                       |               |
| 100 hs (76,2 cm) | Maribel Caicedo     | 13"04       | Brittley Humphrey              | 13"22       | Sarah Koutouan        | 13"19         |
| 400 hs | Sydney McLaughlin   | 55"94       | Xahria Santiago                | 56"79       | Brandeé Johnson       | 57"47         |
| 2.000 siepi | Celliphine Chespol  | 6'17"15     | Sandrafelis Tuei               | 6'19"61     | Agrie Belachew        | 6'34"68       |
| Salti |                     |             |                                |             |                       |               |
| Salto in alto | Michaela Hrubá      | 1,90 m      | Ieva Turķe                     | 1,82 m      | Lada Pejchalová       | 1,82 m        |
| Salto con l'asta | Elienor Werner      | 4,26 m      | Phillipa Hajdasz Qiaoling Chen | 4,05 m      | non assegnata         | non assegnata |
| Salto in lungo | Tara Davis          | 6,41 m      | Kaiza Karlén                   | 6,24 m      | Maja Bedrac           | 6,22 m        |
| Salto triplo | Georgiana Anitei    | 13,49 m     | Rui Zeng                       | 13,04 m     | Yanna Anay Armenteros | 13,04 m       |
| Lanci |                     |             |                                |             |                       |               |
| Getto del peso | Julia Ritter        | 18,53 m     | Sophia Rivera                  | 17,93 m     | Kristina Rakočević    | 17,49 m       |
| Lancio del disco | Alexandra Emilianov | 52,78 m     | Kristina Rakočević             | 51,41 m     | Samantha Peace        | 50,59 m       |
| Lancio del giavellotto | Haruka Kitaguchi    | 60,35 m     | Stella Weinberg                | 57,11 m     | Laine Donāne          | 56,15 m       |
| Lancio del martello (3 kg) | Sofiya Palkina      | 67,82 m     | Deniz Yaylaci                  | 67,01 m     | Ningyu Shang          | 66,84 m       |
| Prove multiple |                     |             |                                |             |                       |               |
| Eptathlon | Géraldine Ruckstuhl | 6037 p.     | Sarah Lagger                   | 5992 p.     | Alina Shukh           | 5896 p.       |
| record mondiale; record mondiale stagionale; miglior prestazione mondiale allievi; miglior prestazione mondiale stagionale allievi; record africano; record asiatico; record europeo; record nord-centroamericano e caraibico; record sudamericano; record oceaniano; record dei campionati; record nazionale; record personale; record personale stagionale. |                     |             |                                |             |                       |               |

### Gara mista
| Specialità              | Oro                                                              | Prestazione | Argento                                                                    | Prestazione | Bronzo                                                               | Prestazione |
| Staffetta mista 4×400 m | Stati Uniti Keshun Reed Lynna Irby Norman Grimes Samantha Watson | 3'19"54     | Sudafrica André Nicholas Marich Renate van Tonder Taylon Bieldt Kyle Appel | 3'23"60     | Canada Nathan Friginette Ashlan Best Dean Ellenwood Kyra Constantine | 3'23"60     |

## Medagliere
| Pos.   | Nazione           | Oro | Argento | Bronzo | Totale |
| ------ | ----------------- | --- | ------- | ------ | ------ |
| 1      | Stati Uniti       | 8   | 5       | 6      | 19     |
| 2      | Kenya             | 5   | 4       | 4      | 13     |
| 3      | Giappone          | 3   | 1       | 1      | 5      |
| 4      | Etiopia           | 2   | 3       | 3      | 8      |
| 5      | Sudafrica         | 2   | 2       | 1      | 5      |
| 6      | Svezia            | 2   | 1       | 1      | 4      |
| 7      | Germania          | 2   | 1       | 0      | 3      |
| 7      | Russia            | 2   | 1       | 0      | 3      |
| 9      | Cuba              | 2   | 0       | 2      | 4      |
| 10     | Cina              | 1   | 5       | 1      | 7      |
| 11     | Ucraina           | 1   | 3       | 1      | 5      |
| 12     | Francia           | 1   | 1       | 1      | 3      |
| 13     | Bahrein           | 1   | 1       | 0      | 2      |
| 14     | Rep. Ceca         | 1   | 0       | 1      | 2      |
| 14     | Italia            | 1   | 0       | 1      | 2      |
| 16     | Ecuador           | 1   | 0       | 0      | 1      |
| 16     | Giamaica          | 1   | 0       | 0      | 1      |
| 16     | Moldavia          | 1   | 0       | 0      | 1      |
| 16     | Romania           | 1   | 0       | 0      | 1      |
| 16     | Svizzera          | 1   | 0       | 0      | 1      |
| 21     | Australia         | 0   | 2       | 2      | 4      |
| 22     | Canada            | 0   | 2       | 1      | 3      |
| 23     | Brasile           | 0   | 1       | 2      | 3      |
| 24     | Lettonia          | 0   | 1       | 1      | 2      |
| 24     | Montenegro        | 0   | 1       | 1      | 2      |
| 26     | Austria           | 0   | 1       | 0      | 1      |
| 26     | Norvegia          | 0   | 1       | 0      | 1      |
| 26     | Polonia           | 0   | 1       | 0      | 1      |
| 26     | Trinidad e Tobago | 0   | 1       | 0      | 1      |
| 26     | Turchia           | 0   | 1       | 0      | 1      |
| 31     | Regno Unito       | 0   | 0       | 3      | 3      |
| 32     | Estonia           | 0   | 0       | 1      | 1      |
| 32     | Grecia            | 0   | 0       | 1      | 1      |
| 32     | Messico           | 0   | 0       | 1      | 1      |
| 32     | Slovenia          | 0   | 0       | 1      | 1      |
| 32     | Uzbekistan        | 0   | 0       | 1      | 1      |
| Totale | Totale            | 39  | 40      | 38     | 117    |